# Чемпионат Финляндии по кёрлингу среди женщин 2024
Чемпионат Финляндии по кёрлингу среди женщин 2024 проводился с 16 по 18 февраля 2024 года в городе Мариехамн на арене кёрлинг-клуба «Ålands Curlingklubb rf» с участием 3 команд.
Победителями чемпионата стала команда скипа Janina Lindström (ставшей чемпионом Финляндии впервые), победившая в финале команду скипа Miia Ahrenberg. Бронзовые медали завоевала команда скипа Pia Varjola.

## Формат соревнований
Команды играют между собой по круговой системе в два круга. Команды ранжируются по количеству побед, при равном количестве побед у двух команд — по результату личной встречи, при равенстве этого показателя или у более чем двух команд — по среднему значению тестовых бросков в дом (англ. Draw Shot Challenge, DSC, в сантиметрах, команда с меньшей суммой становится выше).
Время начала матчей указано местное (UTC+2).

## Составы команд
| Команда   | Четвёртый        | Третий            | Второй           | Первый         | Запасной       | Тренер          | Город             |
| --------- | ---------------- | ----------------- | ---------------- | -------------- | -------------- | --------------- | ----------------- |
| Ahrenberg | Miia Ahrenberg   | Ella Eivola       | Inka Mustajoki   | Lara Sajaniemi |                |                 | Турку, Хювинкяа   |
| Lindström | Janina Lindström | Madelene Löfström | Frida Pettersson | Emma Saarela   | Mari Wickström | Peter Lindström | Аландские острова |
| Varjola   | Pia Varjola      | Maria Kirjonen    | Sirja Paju       | Miia Suominen  |                | Jari Häkkinen   | Турку, Хювинкяа   |

(скипы выделены полужирным шрифтом)

## Групповой этап
|    | Команда (скип) | A1       | A2       | A3       | В | П | DSC, см | Место |
| -- | -------------- | -------- | -------- | -------- | - | - | ------- | ----- |
| A1 | Ahrenberg      | *        | 2:15 8:4 | 7:9 7:6  | 2 | 2 | 147,41  | 2     |
| A2 | Lindström      | 15:2 4:8 | *        | 9:5 10:7 | 3 | 1 | 79,26   | 1     |
| A3 | Varjola        | 9:7 6:7  | 5:9 7:10 | *        | 1 | 3 | 131,03  | 3     |

## Итоговая классификация
| Место | Команда (скип)               | И | В | П |
| ----- | ---------------------------- | - | - | - |
| 1     | Lindström (Janina Lindström) | 4 | 3 | 1 |
| 2     | Ahrenberg (Miia Ahrenberg)   | 4 | 2 | 2 |
| 3     | Varjola (Pia Varjola)        | 4 | 1 | 3 |